# Aleksander Skrzyński
Aleksander Józef Skrzyński (1882-1931) jurista e político, foi primeiro-ministro da Polônia entre 1925 e 1926.

## Carreira
Ele foi o primeiro embaixador polonês na Romênia (credenciado em 1919) e desempenhou um papel significativo nas negociações que levaram à aliança polonês-romena. Mais tarde, ele atuou como Ministro das Relações Exteriores da República da Polônia por dois mandatos, de 1922 a 1923 e de 1924 a 1926.

Pouco depois de deixar o cargo de primeiro-ministro, ele travou um duelo com Stanisław Szeptycki, no qual Skrzynski se recusou a atirar. Ele morreu em um acidente de carro em Łąkociny, na Polônia.